# Јеловац (Деспотовац)
Јеловац је насеље у Србији у општини Деспотовац у Поморавском округу. Према попису из 2022. било је 255 становника.

## Порекло становништва
Према подацима из 1930. године сви становници су досељеници, нема староседелаца:
Родови су:
- Отошевићи (30 к., Св. Арханђел); дошли око 1730. године са Косова, са 3000 брава оваца има их у Банату, сматрају их за најстарији досељенички род.
- Лукићи (11 к., Св. Лука); дошли око 1730. године из Херцеговине.
- Пејковићи - Пејкићи (30 к., Св. Петка); дошли око 1750. године из Пећи у Метохији.
- Вуковићи (11 к., Св. Никола); не зна се одакле су.
- Матановићи (1 к., Св. Арханђел); дошли око 1890. године из Црне Горе.

## Демографија
У насељу Јеловац живи 294 пунолетна становника, а просечна старост становништва износи 46,9 година (44,8 код мушкараца и 49,1 код жена). У насељу има 101 домаћинство, а просечан број чланова по домаћинству је 3,43.
Ово насеље је великим делом насељено Србима (према попису из 2002. године), а у последња три пописа, примећен је пад у броју становника.
|  |

| Демографија | Демографија | Демографија |
| Година      | Становника  | Становника  |
| ----------- | ----------- | ----------- |
| 1948.       | 739         |             |
| 1953.       | 787         |             |
| 1961.       | 770         |             |
| 1971.       | 721         |             |
| 1981.       | 617         |             |
| 1991.       | 524         | 402         |
| 2002.       | 349         | 467         |
| 2011.       | 278         |             |
| 2022.       | 255         |             |

| Етнички састав према попису из 2002.‍ | Етнички састав према попису из 2002.‍ | Етнички састав према попису из 2002.‍ | Етнички састав према попису из 2002.‍ | Етнички састав према попису из 2002.‍ |
| ------------------------------------ | ------------------------------------ | ------------------------------------ | ------------------------------------ | ------------------------------------ |
|                                      |                                      |                                      |                                      |                                      |
| Срби                                 | Срби                                 |                                      | 346                                  | 99,14%                               |
| Румуни                               | Румуни                               |                                      | 2                                    | 0,57%                                |
| непознато                            | непознато                            |                                      | 1                                    | 0,28%                                |

| Година пописа     | 1948. | 1953. | 1961. | 1971. | 1981. | 1991. | 2002. |
| ----------------- | ----- | ----- | ----- | ----- | ----- | ----- | ----- |
| Број домаћинстава | 120   | 129   | 138   | 142   | 136   | 121   | 101   |

| Број чланова      | 1  | 2  | 3  | 4  | 5 | 6  | 7 | 8 | 9 | 10 и више | Просек |
| ----------------- | -- | -- | -- | -- | - | -- | - | - | - | --------- | ------ |
| Број домаћинстава | 20 | 26 | 10 | 16 | 7 | 13 | 5 | 4 | 0 | 0         | 3,43   |

| Пол    | Укупно | Неожењен/Неудата | Ожењен/Удата | Удовац/Удовица | Разведен/Разведена | Непознато |
| ------ | ------ | ---------------- | ------------ | -------------- | ------------------ | --------- |
| Мушки  | 148    | 25               | 98           | 17             | 7                  | 1         |
| Женски | 151    | 10               | 102          | 34             | 5                  | 0         |
| УКУПНО | 299    | 35               | 200          | 51             | 12                 | 1         |

| Пол    | Укупно                    | Пољопривреда, лов и шумарство | Рибарство                            | Вађење руде и камена | Прерађивачка индустрија       |
| ------ | ------------------------- | ----------------------------- | ------------------------------------ | -------------------- | ----------------------------- |
| Мушки  | 95                        | 53                            | 0                                    | 18                   | 11                            |
| Женски | 105                       | 88                            | 0                                    | 0                    | 4                             |
| УКУПНО | 200                       | 141                           | 0                                    | 18                   | 15                            |
| Пол    | Производња и снабдевање   | Грађевинарство                | Трговина                             | Хотели и ресторани   | Саобраћај, складиштење и везе |
| Мушки  | 1                         | 0                             | 1                                    | 0                    | 4                             |
| Женски | 0                         | 0                             | 2                                    | 0                    | 0                             |
| УКУПНО | 1                         | 0                             | 3                                    | 0                    | 4                             |
| Пол    | Финансијско посредовање   | Некретнине                    | Државна управа и одбрана             | Образовање           | Здравствени и социјални рад   |
| Мушки  | 0                         | 0                             | 2                                    | 1                    | 0                             |
| Женски | 0                         | 0                             | 2                                    | 2                    | 3                             |
| УКУПНО | 0                         | 0                             | 4                                    | 3                    | 3                             |
| Пол    | Остале услужне активности | Приватна домаћинства          | Екстериторијалне организације и тела | Непознато            | Непознато                     |
| Мушки  | 4                         | 0                             | 0                                    | 0                    | 0                             |
| Женски | 4                         | 0                             | 0                                    | 0                    | 0                             |
| УКУПНО | 8                         | 0                             | 0                                    | 0                    | 0                             |